# Промышленность Гамбурга
Гамбург является крупным промышленным центром Германии, здесь развиты авиационная, судостроительная, металлургическая, металлообрабатывающая, химическая, фармацевтическая, косметическая, пищевая, табачная, электронная, электротехническая и текстильная промышленность. Производственный сектор города тесно связан с Гамбургским портом, который служит логистическим узлом ФРГ.

## Географическое распределение
Крупнейшими промышленными районами Гамбурга являются Харбург и Гамбург-Центр, особенно кварталы вдоль Эльбы. Кроме того, промышленные предприятия базируются в районах Бергедорф, Вандсбек и Гамбург-Север. Значительные производственные мощности, а также логистические и исследовательские центры располагаются в пригородах Ведель, Шенефельд, Хальстенбек, Эллербек, Бённингштедт, Нордерштедт, Аренсбург, Барсбюттель, Райнбек, Гестхахт, Винзен, Зеветаль, Ной-Вульмсторф, Букстехуде и Йорк.

## Крупнейшие компании
По состоянию на 2024 год крупнейшими промышленными компаниями Гамбурга по величине выручки были:
- BP Europa (45,77 млрд евро)[1]
- Aurubis (17,14 млрд евро)[2]
- Beiersdorf (9,85 млрд евро)[3]
- Lufthansa Technik (7,44 млрд евро)[4]
- Nordex (7,3 млрд евро)[5]
- Jungheinrich (5,39 млрд евро)[6]
- Tchibo (3,2 млрд евро)[7]
- Körber (2,76 млрд евро)[8]
- Otto Krahn Group (1,3 млрд евро)[9]

### Иностранный капитал
Гамбург является крупным деловым центром страны, здесь базируются европейские и немецкие штаб-квартиры таких транснациональных корпораций, как BP Europa, Shell Deutschland, Esso Deutschland и JET Tankstellen Deutschland (нефтегазовый и нефтехимический сектор), Sasol Chemical Holdings и Castrol Germany (химический сектор), Unilever Deutschland (пищевые продукты, средства гигиены и бытовая химия), AstraZeneca (фармацевтика), BAT Germany и Imperial Tobacco International (табачный сектор), Philips и NXP Semiconductors (электроника и электротехника), Bunge, ADM Hamburg, Kellogg Deutschland и Flora Food Germany (агропромышленный сектор и продукты питания), Smurfit Westrock (бумажная промышленность), Vestas Deutschland (ветроэнергетика), Carlsberg Deutschland (напитки) и Holcim Deutschland (строительные материалы).

## Авиационная и ракетно-космическая промышленность
В Гамбурге базируется компания Airbus Operations, которая на своём авиационном заводе осуществляет сборку и покраску пассажирских самолётов Airbus A310, Airbus A320 и Airbus A321. Рядом с предприятием расположен заводской аэродром Гамбург-Финкенвердер.
Возле Гамбургского аэропорта расположен производственный комплекс компании Lufthansa Technik (входит в состав Lufthansa Group), на котором проводится техническое обслуживание и ремонт пассажирских самолётов, авиационных двигателей и их компонентов. 
Также в Гамбурге находятся заводы Diehl Aviation Hamburg и Diehl Comfort Modules (оборудование для салонов самолётов, включая бортовые туалеты, души, умывальники, авионику, системы освещения, электропитания, водоснабжения и водоотведения, системы противопожарной защиты и кондиционирования воздуха, подвесные потолки), Safran Helicopter Engines (ремонт и обслуживание вертолётных двигателей), Safran Nacelles (гондолы для авиадвигателей), Safran Cabin (системы управления салоном самолета, электронные компоненты, датчики и приборные панели), Safran Engineering Services (авиационное оборудование, включая системы электропитания), Collins Aerospace, включая Goodrich Aerospace и B/E Aerospace  (интеграция двигателей и гондол).
Кроме того, в Гамбурге расположены предприятия Silver Atena (электронные компоненты, включая контроллеры и стартеры для авиадвигателей), Vartan Aviation Group (комплектующие к интерьерам салонов, авиационным системам и конструкциям), Blanc Aero Industries (крепёжные изделия для аэрокосмической промышленности) и Enikon Aerospace (отделка и покраска авиационных деталей).

## Металлургия и металлообработка
Гамбург является значительным центром цветной и чёрной металлургии, а также металлообработки. В прибрежной части города работают три крупных металлургических завода, включая медный, стальной и алюминиевый. Крупнейшими компаниями отрасли являются:
- Aurubis — медная продукция, включая катанку, проволоку, прокат, прутки и профили, а также катоды, золото и серебро[2].
- ArcelorMittal Hamburg — стальная продукция, включая катанку, корд и проволоку[30].
- Trimet Aluminium[нем.] — алюминиевая продукция, включая сплавы и аноды.

## Нефтегазовый сектор
Гамбург является крупным логистическим и распределительным центром в области сырой нефти, нефтепродуктов, природного и сжиженного газа; в городе базируются крупнейшие нефтегазовые трейдеры и розничные автозаправочные сети Германии, включая BP Europa, Shell Deutschland, Marquard & Bahls, Esso Deutschland, JET Tankstellen Deutschland, Echo Tankstellen и Castrol Germany.

## Химико-фармацевтическая промышленность
Гамбург является крупным химическим, фармацевтическим и косметическим центром, здесь производят нефтехимические продукты, косметические средства, смазочные материалы, пластмассы, клеи и герметики, синтетические парафины и воски. Крупнейшими компаниями отрасли являются:
- Beiersdorf — косметические средства и клеящиеся материалы, включая кремы для ухода за кожей, солнцезащитные кремы, помады, бальзамы для губ, дезодоранты, мыло, шампуни, лейкопластыри, клейкие ленты, промышленные скотчи и перевязочные материалы[3].
  - Tesa[нем.] — бытовые и промышленные клеи, включая клейкие ленты, стикеры, герметики, клеи для автомобильной и электронной отрасли[31].
- Holborn Europa Raffinerie — нефтепродукты, включая сжиженный газ, бензин, керосин, дизельное топливо и мазут[32].
- Otto Krahn Group — пластмассы и химическое сырьё[33].
  - Mocom Compounds[нем.] — термопластичные полимеры.
  - Krahn Ceramics — керамические и металлические порошки, связующие вещества, сырьё для литья под давлением и 3D-печати.
  - WIPAG — химическое сырьё из переработанного пластика и углеродных волокон.
- Evotec[англ.] — лекарственные препараты[34].
- ContiTech[нем.] — пластмассы, кабельные системы для электромобилей, резиновые уплотнители и прокладки, шланги и конвейерные ленты.
- H&R Ölwerke Schindler[нем.] — нефтехимическая продукция, включая специальные масла, смазочные материалы для судов, пластификаторы и парафины[35].
- Lehmann & Voss[нем.] — химическое и минеральное сырьё, включая наполнители и присадки, химикаты для производства резины, пластмасс, покрытий, красок, клеев, смазочных материалов, фильтров, продуктов питания и напитков, а также фармацевтические ингредиенты[36].
- Hywax — синтетические парафины и воски[37].
- Haltermann Carless[нем.] — испытательное топливо, биотопливо, масла для трансформаторов и растворители[38].
- Shell Deutschland — смазочные материалы.
- ADM Hamburg — биодизель.
- Metall-Chemie Holding[нем.] — химические покрытия для металлов и присадки к смазочным материалам[39].
- Nynas[англ.] — нефтепродукты, включая нафтеновые масла[40].
- Alfred E. Tiefenbacher — лекарственные препараты, ингаляторы, пластыри и глазные капли[41].
- Schill+Seilacher[нем.] — химикаты для резиновой промышленности, пожарная пена и силиконовые эмульсии.
- Worlee-Chemie — синтетические смолы, пластмассы и эластомеры[42].
- Mankiewicz Gebr. & Co[нем.] — промышленные покрытия, включая краски и лаки для автомобилей, тракторов, самолётов и кораблей[43].
- Finalin — краски, лаки и эмали[44].
- IOI Oleo[англ.] — органические химикаты для косметической, фармацевтической и пищевой промышленности.
- Desitin Arzneimittel[нем.] — лекарственные препараты и активные ингредиенты[45].
- Bode Chemie[нем.] — средства гигиены и дезинфекции.
- Cosaco — сельскохозяйственные химикаты, включая удобрения, фунгициды, гербициды и инсектициды[46].

- Завод биодизеля ADM Hamburg
- Завод клеев Tesa
- Лакокрасочный завод Mankiewicz
- Химический завод Mocom Compounds
- Химический завод Schill+Seilacher

## Промышленное, энергетическое и транспортное оборудование
Гамбург является крупным производителем энергетического, логистического, упаковочного, пищевого, табачного, химического, фармацевтического, судового, железнодорожного, сельскохозяйственного и полиграфического оборудования; здесь производят погрузчики, упаковочные и расфасовочные линии, системы увлажнения и кондиционирования воздуха, лабораторное оборудование и станки.
Крупнейшими компаниями отрасли являются:
- Nordex — ветрогенераторы[5]
- Jungheinrich — логистическое и складское оборудование, включая вилочные погрузчики, штабелёры, гидравлические и электрические тележки, транспортировщики поддонов, складские роботы, многоярусные стеллажные системы и складские средства связи[6].
- Körber — логистическое и упаковочное оборудование, включая линии упаковки лекарств, гигиенических средств и пищевых продуктов, линии сортировки конвертов и посылок, линии производства сигаретных фильтров и печатных плат, логистические роботы[47].
- Mercedes-Benz Cars — автокомплектующие, включая задние оси, приводные модули, рулевые колонки, компоненты выхлопной системы.
- Stulz[нем.] — системы увлажнения и кондиционирования воздуха для офисов, центров обработки данных и промышленных предприятий.
- Still — логистическое и складское оборудование, включая вилочные погрузчики, штабелёры, транспортировщики поддонов и тягачи[48].
- Eppendorf — лабораторное оборудование, включая биореакторы, центрифуги, сушилки, концентраторы, морозильные камеры, контрольно-измерительные приборы, стеклянные и пластиковые пробирки, электронные пипетки, дозаторы и расходные материалы[49].
- VTG[нем.] — грузовые вагоны, включая цистерны, холодильники и платформы[50][51].
- United Grinding Group[нем.] — шлифовальные станки[52].
- Wulf Gaertner Autoparts — автомобильные комплектующие, включая детали подвески и рулевого управления, тормозные системы и системы охлаждения[53].
- Becker Marine Systems[нем.] — системы маневрирования и энергосбережения для судов, включая корабельные рули, рулевые приводы и шверты[54].

- Fristam Pumps — водяные насосы, промышленные блендеры и миксеры[55].
- Freudenberg Sealing Technologies — гидравлические уплотнители и системы герметизации.
  - Vibracoustic[нем.] — резиновые антивибрационные системы для двигателей и шасси, системы пневматических рессор.
- Hermes Schleifmittel[нем.] — абразивные материалы и шлифовальные инструменты, включая наждачные ленты, ролики и лезвия[56].
- LESER — предохранительные клапаны[57].
- SKF Marine — судовое оборудование, включая подшипники для приводов, стабилизаторы качки, системы очистки масла, системы герметизации и уплотнения[58].
- Makita Engineering Germany[нем.] — электроинструменты, лесное и садовое оборудование, включая бензопилы, газонокосилки, дрели и шуруповёрты[59].
- Krüss Optronic[англ.] — оптическое и электронное лабораторное оборудование, включая микроскопы и приборы для оценки драгоценных камней.
- Pleuger Industries[англ.] — насосы, двигатели и приводные агрегаты[60].
- Coherent[англ.] — металлообрабатывающие станки, включая лазерные системы для обработки и маркировки материалов.
- Alfa Laval Mid Europe — теплообменники, опреснители, испарители, фильтры, центрифуги, сепараторы, конденсаторы и насосы[61].
- Comet Yxlon[нем.] — промышленные системы рентгеновского и компьютерного контроля для деталей, электронных компонентов и сварных соединений[62].

## Электронная и электротехническая промышленность
В Гамбурге производят различную электронную, электротехническую и полупроводниковую продукцию, включая бытовую электротехнику, медицинское оборудование, осветительные приборы, контроллеры, транзисторы, диоды, трансформаторы и датчики.
Крупнейшими компаниями отрасли являются:
- Philips — бытовая электроника и электротехника, медицинское оборудование, осветительные приборы[19].
  - Philips Medical Systems — медицинское оборудование.
  - Philips Personal Care — бритвы, триммеры, выпрямители волос, фены, электрические зубные щётки.
- Nexperia — биполярные транзисторы, диоды и полупроводниковые пластины.
- NXP Semiconductors — полупроводниковые компоненты для автомобильной и телекоммуникационной отрасли, чипы для удостоверений личности[63].
- Wärtsilä SAM Electronics — электронные корабельные системы, включая системы автоматизации, мониторинга, сигнализации, электропитания и навигации[64].
- Ritz Instrument Transformers[нем.] — измерительные трансформаторы и датчики, системы изоляции шин[65].
- Plath Corporation[нем.] — системы телекоммуникационной разведки и радиолокации, включая системы радиоэлектронной разведки и борьбы для кораблей, самолётов и беспилотных аппаратов, различные датчики, антенны, радиопеленгаторы и радиоприёмники[66].
- Aeotec[англ.] — системы умного дома, включая беспроводные контроллеры и датчики.

## Пищевая промышленность
Гамбург является значительным центром пищевой промышленности, в городе выпускают кофе, пиво, прохладительные напитки, мясные и молочные продукты, хлебобулочные и кондитерские изделия, растительные масла, сахар, солод, муку, крупы, специи и приправы. 
Крупнейшими компаниями отрасли являются:
- Tchibo — обжаренный кофе[67].
- Fude + Serrahn[нем.] — сыры, сливочное масло, молочные напитки, йогурты, сгущённое и сухое молоко[68].
- Getreide[нем.] — рапсовое масло, солод, мука и комбикорма.
- GoodMills Deutschland[нем.] — мука, манная крупа, рис.
  - GoodMills Innovation — пищевые ингредиенты.
- Stern-Wywiol Gruppe[нем.] — пищевые и косметические добавки (включая лецитины), шоколадные плитки, энергетические батончики, комбикорма[69].
- Zertus[англ.] — шоколад, сухофрукты, орехи, оливковое масло и глюкоза[70].
- Cafea Gruppe[нем.] — обжаренный кофе и кофейные напитки.
  - Deutsche Extrakt Kaffee[нем.] — растворимый кофе и кофейные напитки[71].
- HaBeMa Futtermittel — комбикорма и добавки для животных[72].
- Peter Cremer Holding[нем.] — комбикорма, пищевые ингредиенты и олеохимическая продукция[73].
  - Cremer Oleo Holding — растительные масла для пищевой, кормовой, косметической, фармацевтической и химической промышленности[74].
- ADM Hamburg — соевое и рапсовое масло, комбикорма и олеохимическая продукция[75].
- Carl Kühne — уксусы, соусы, горчицы, хрен, заправки для салатов и маринованные овощи[76].
- Ingredion Germany[англ.] — пищевые ингредиенты, включая крахмалы, сиропы, подсластители и загустители[77].
- Holsten-Brauerei — пиво[78].
- J. J. Darboven[нем.] — обжаренный кофе, а также какао и чай[79].
- HL Hamburger Leistungsfutter — комбикорма и добавки для животных[80].
- Fritz-Kola[нем.] — прохладительные напитки, включая лимонады.

- Маслобойня ADM Hamburg
- Речной терминал Getreide
- Мельница GoodMills Deutschland
- Фабрика J. J. Darboven

## Табачная промышленность
В Гамбурге базируется компания Reemtsma — один из крупнейших в Европе производителей сигарет и табака, входящий в состав британской группы Imperial Brands.

## Судостроение и судоремонт
Гамбург является одним из крупнейших центров судостроения и судоремонта в Германии, здесь строят и ремонтируют гражданские и военные суда.
Крупнейшими компаниями отрасли являются:
- Blohm + Voss — фрегаты, корветы, патрульные катера и большие яхты[82].
- Norderwerft[нем.] — военные суда, контейнеровозы, баржи и сухогрузы[83].
- Pella Sietas[англ.] — контейнеровозы, пассажирские паромы и секции круизных лайнеров.
- R&M Group[нем.] — внутренняя отделка круизных лайнеров, паромов, яхт и военных судов.

Также имеется несколько небольших семейных предприятий:
- Feltz Werft[нем.] — патрульные и пожарные катера, прогулочные суда и баржи.
- Jöhnk Werft[нем.] — баржи и сухогрузы.
- Heinrich Buschmann & Söhne[нем.] — баржи, буксиры и понтоны.
- Theodor Buschmann[нем.] — буксиры, катера и баржи.
- Schiffswerft M. A. Flint[нем.] — катера и баржи.
- Schiffswerft von Cölln[нем.] — катера и баржи.
- Bootswerft Peter Knief[нем.] — катера, яхты и лодки.
- Bootswerft Heuer — катера и яхты.
- Julius Grube — катера и баржи.

- Верфь Blohm + Voss
- Верфь Blohm + Voss
- Верфь Norderwerft
- Верфь Pella Sietas
- Верфь Pella Sietas

## Текстильная, швейная и обувная промышленность
В Гамбурге базируется несколько домов моды, текстильных и швейных компаний, однако основную часть своей продукции они заказывают на фабриках в Китае, Вьетнаме, Индонезии, Бангладеш, Индии, Пакистане и Турции. Крупнейшими компаниями отрасли являются:
- Tom Tailor — повседневная одежда для мужчин, женщин, молодёжи и детей, а также аксессуары и домашний текстиль (подушки, одеяла и шторы).
- Dr. Rehfeld Fashion[нем.] — повседневная и спортивная одежда[84].
- Berendsohn[нем.] — рекламно-сувенирная продукция, включая корпоративную одежду и аксессуары[85].
- MIP Europe — спецодежда и постельное бельё для больниц, включая полотенца и халаты[86].

Кроме того, в Гамбурге базируются немецкие штаб-квартиры модных сетей Zara, LPP и Bershka.

### Сектор предметов роскоши
В Гамбурге базируется несколько производителей люксовых товаров и предметов роскоши:
- Gerhard D. Wempe[нем.] — часы и ювелирные изделия[87].
- Montblanc — ручки, часы, кошельки, очки, парфюмерия и ювелирные изделия[88][89].
- Bijou Brigitte[нем.] — модная бижутерия, ювелирные изделия и аксессуары (ремни, сумки, очки, часы, головные уборы и шарфы)[90].

## Переработка отходов
Коммунальный оператор Stadtreinigung Hamburg (SRH) занимается сбором и переработкой промышленных и бытовых отходов. Компании принадлежит несколько сортировочных центров и больших мусоросжигательных заводов, которые вырабатывают электроэнергию и тепло.

## Производство стройматериалов
В Гамбурге расположены преимущественно склады и логистические центры строительных материалов (цемента, гипса, песка, щебня и асфальта). В городе имеются небольшие бетонные заводы компаний Dyckerhoff, GP Alster Beton и ROBA-Neuland Beton. Крупные бетонные заводы компании Holcim Group, обслуживающие строительный сектор Гамбурга, расположены в Легердорфе и Райнбеке.

## Медицинские товары
Компания BSN medical, входящая в состав шведской группы Essity, производит фиксирующие повязки, ортопедические бандажи, компрессионные чулки, лейкопластыри, перевязочные материалы, компрессы и урологические изделия. Компания Waldemar Link производит эндопротезы суставов и костей. Компании Olympus Winter & Ibe и Olympus Surgical Technologies Europe производят хирургическое, урологическое, гинекологическое, артроскопическое и отоларингологическое оборудование, включая эндоскопы и микроскопы.
Компания Seca является мировым лидером на рынке медицинских приборов и устройств для измерения веса, роста и окружности тела.

## Деревообрабатывающая и бумажная промышленность
Завод компании Smurfit Westrock перерабатывает макулатуру и производит упаковочную бумагу и картон.